# コロンビアのコーヒー産地の文化的景観
コロンビアのコーヒー産地の文化的景観 （コロンビアのコーヒーのさんちのぶんかてきけいかん、スペイン語: Eje Cafetero）またはコーヒートライアングル（スペイン語: Triángulo del Café）は、世界最高のコーヒーともされるコロンビア・コーヒーの生育・生産で知られる、コロンビアの農業地域であるパイサ地域の一部。カルダス県、キンディオ県、リサラルダ県の3つの地域からなる。マニサレス、アルメニア、ペレイラが主な観光地となっている。2011年の第35回世界遺産委員会において、持続的で世界的なコーヒー生産の顕著な例が見られることが評価され、世界文化遺産に登録された。

## コーヒーの歴史
コロンビアにおけるコーヒー生産は20世紀にノルテ・デ・サンタンデール県サラサルで始まり、コロンビア最初の輸出品となった。1999年には国内栽培品の3.7パーセントを占め、農業輸出品目の37パーセントに上った。コーヒーの主要な産地はナリーニョ県、ノルテ・デ・サンタンデール県、アンティオキア県、バジェ・デル・カウカ県、ウイラ県、トリマ県、カルダス県、リサラルダ県、キンディオ県、クンディナマルカ県である。
コーヒー生産の技能が大きく発展したことから、カルダス、リサラルダ、キンディオにまたがったこの地域はコーヒー地帯と呼ばれる。1999年1月25日、リヒター式マグニチュード6.4のコロンビア・キンディオ地震が発生し、大きな被害を受けたが、経済は急速に復旧した。

## 概要
気候（8 °C to 24 °C）、地理（アンデス山脈の熱帯雨林）、地質的条件により、比較的短期間の生育期間での高品質なコーヒーの生産を可能にしている。この地域の農家は栽培、収穫、加工、焙煎の技術を発展させ、農業の大規模産業化による新技術の流れにもかかわらず、その伝統的な技術による生産を維持している。
コーヒー農家独特のソンブレロをかぶり、白いポンチョの上にコロンビア国旗と同じ色の肩掛けを羽織った、パイサ地域の農家を象徴する、有名なキャラクターであるフアン・バルデスは広告キャンペーンとして成功を収めている。2005年にアメリカ合衆国の広告に現れたフアンはコロンビア産のコーヒーの品質を印象付けた。

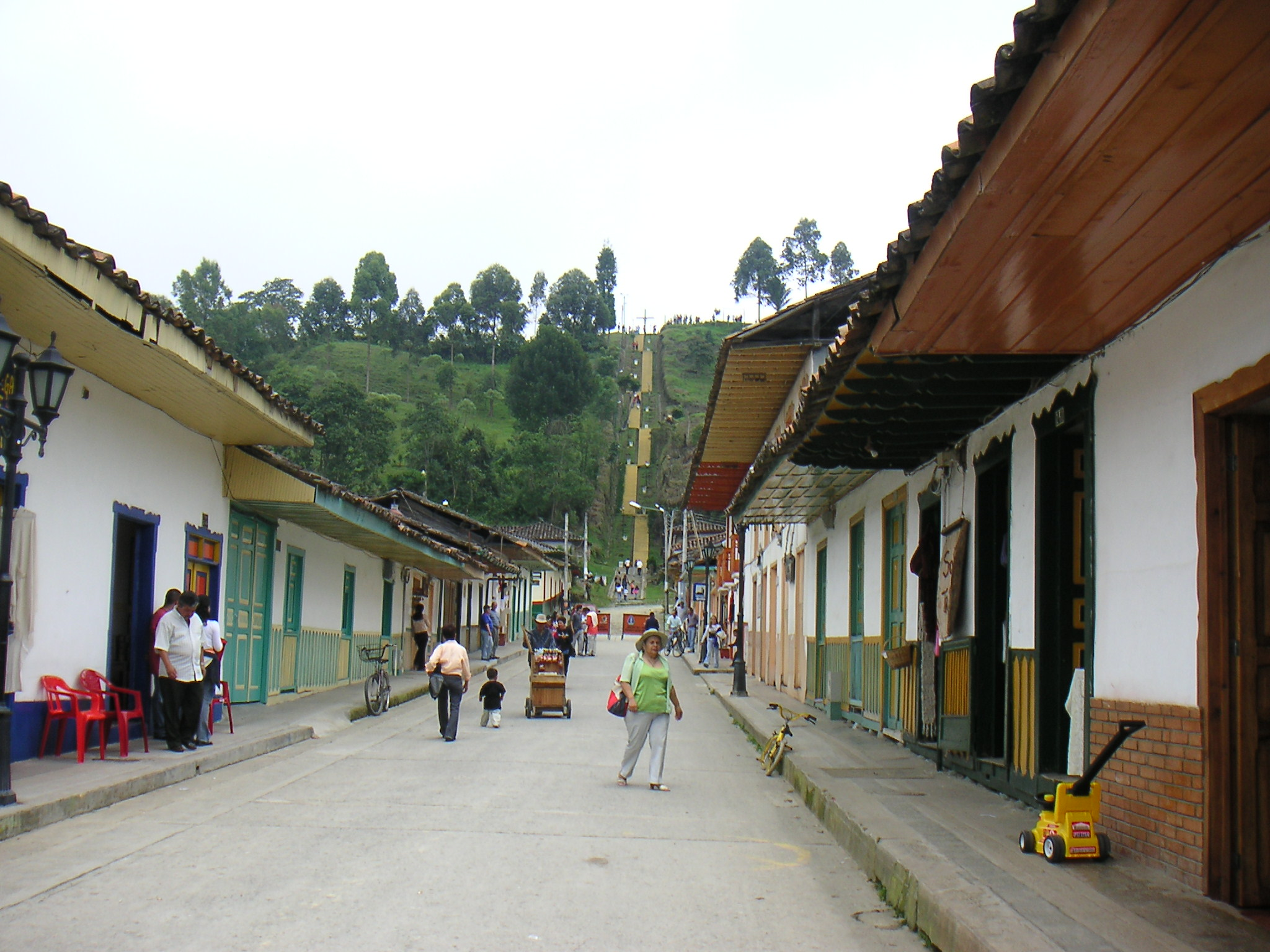
コロンビアのコーヒー生産地域において最も人気がある観光地の一つとなった、コロンビアの農村地域サレント (キンディオ県)の道路

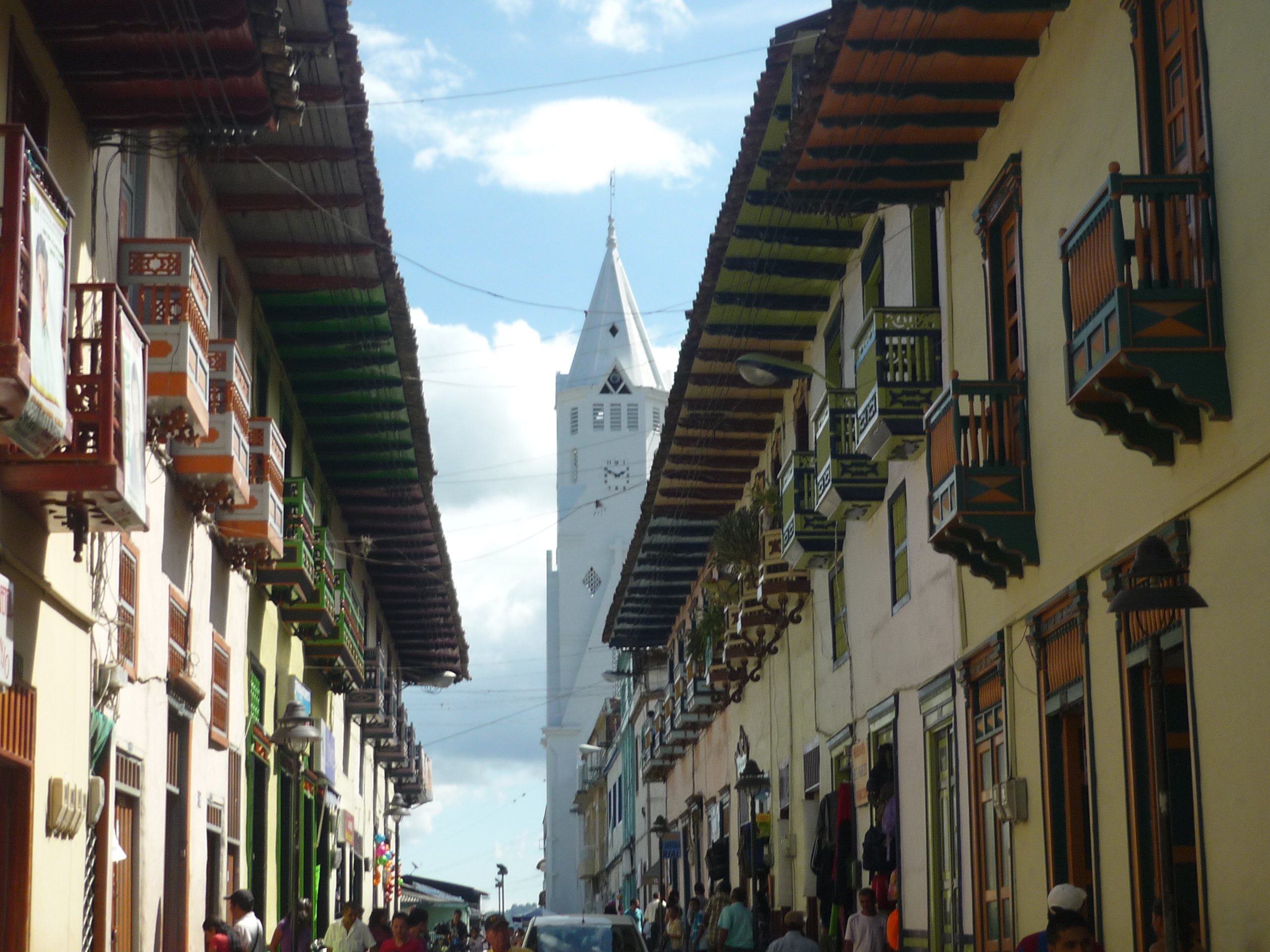
サンチューリオの道路沿いのバルコニー

## 観光名所

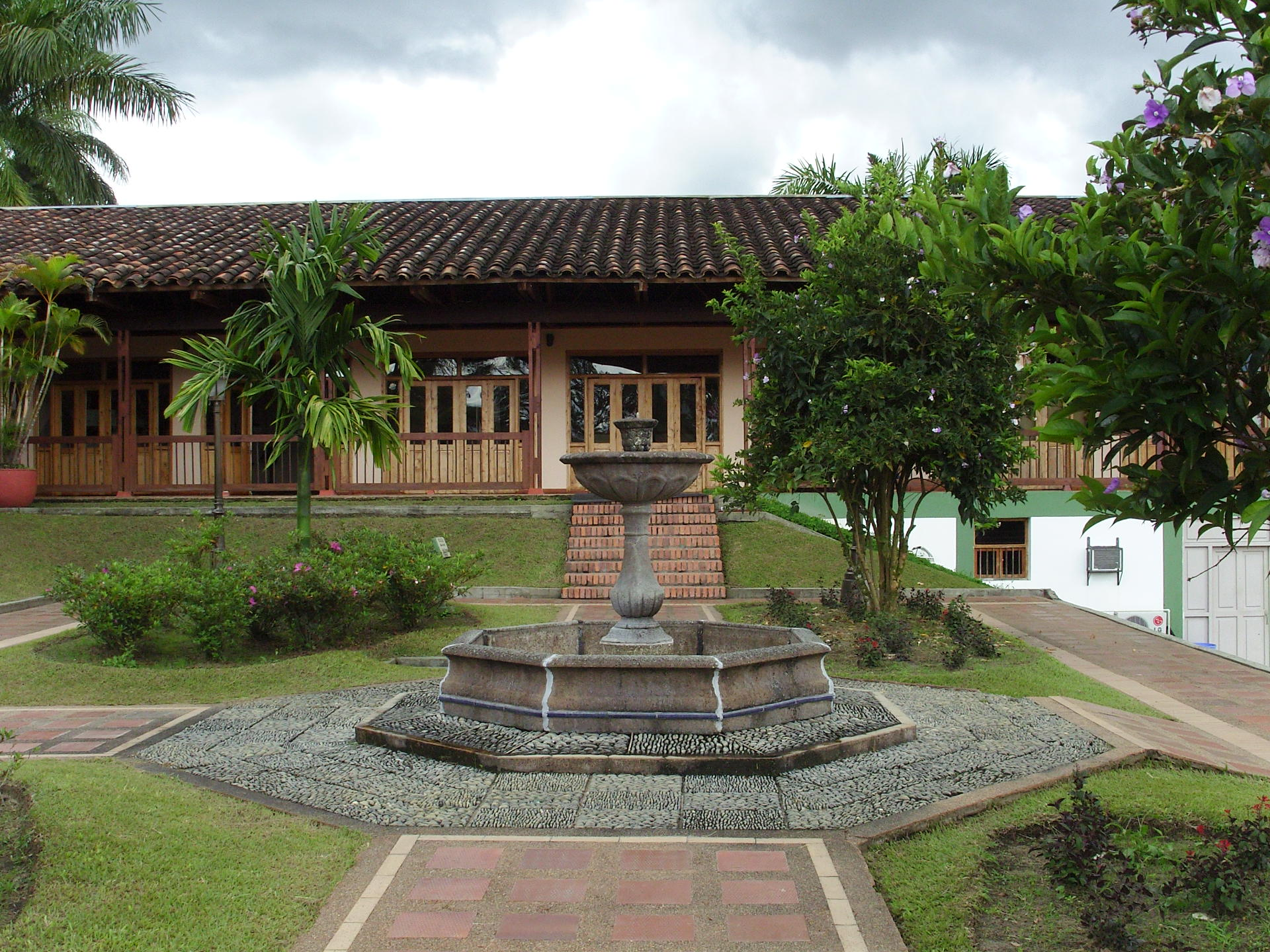
コロンビア国立コーヒー公園

この地域では大規模なテーマパークが造成されている。そのうちの一つ、コロンビア国立コーヒー公園がキンディオ県モンテネグロにある。この地域には、伝統的なコロンビア・コーヒーを堪能するためなコーヒーの加工過程が見られるコーヒー文化博物館があり、植民市のレプリカである他のテーマパークのように、観光客がダンスや民族音楽、ケーブルカーからの青々と茂った木々のパノラマ景観を楽しむことができる。

## 主要な都市拠点
- ペレイラ（リサラルダ県）
- アルメニア（キンディオ県）
- マニサレス（カルダス県）

## 観光
- コロンビア国立コーヒー公園（英語版）
- ネバドデルルイス火山
- パナカ（農耕畜産テーマパーク）
- ココラ渓谷（英語版）

これらの地域ではトレッキングや60メートルに及ぶキンディオワックスヤシの巨木（Wax Palm）、コロンビア最大のコーヒー農園を見学をすることができる。

## 世界遺産
第35回世界遺産委員会で世界遺産リストに加えられた。登録対象となったのは伝統的生産が営まれている6件の農業景観で、スペインのコロニアル様式の建造物群の残る18都市を包含している。そうした建築様式なども、農業文化とともに評価された。

### 登録名
日本語訳には以下のような揺れがある。
- コロンビアのコーヒー産地の文化的景観 - 日本ユネスコ協会連盟[2]
- コロンビアのコーヒー農園の文化的景観 - 世界遺産検定事務局[3]
- コロンビアのコーヒー生産の文化的景観 - なるほど知図帳[4]
- コロンビアのコーヒーの文化的景観 - シンクタンクせとうち総合研究機構[5]
- コーヒーの文化的景観 - 市原富士夫[6]

### 登録基準
この世界遺産は世界遺産登録基準のうち、以下の条件を満たし、登録された（以下の基準は世界遺産センター公表の登録基準からの翻訳、引用である）。
- (5) ある文化（または複数の文化）を代表する伝統的集落、あるいは陸上ないし海上利用の際立った例。もしくは特に不可逆的な変化の中で存続が危ぶまれている人と環境の関わりあいの際立った例。
- (6) 顕著で普遍的な意義を有する出来事、現存する伝統、思想、信仰または芸術的、文学的作品と直接にまたは明白に関連するもの（この基準は他の基準と組み合わせて用いるのが望ましいと世界遺産委員会は考えている）。

## ギャラリー

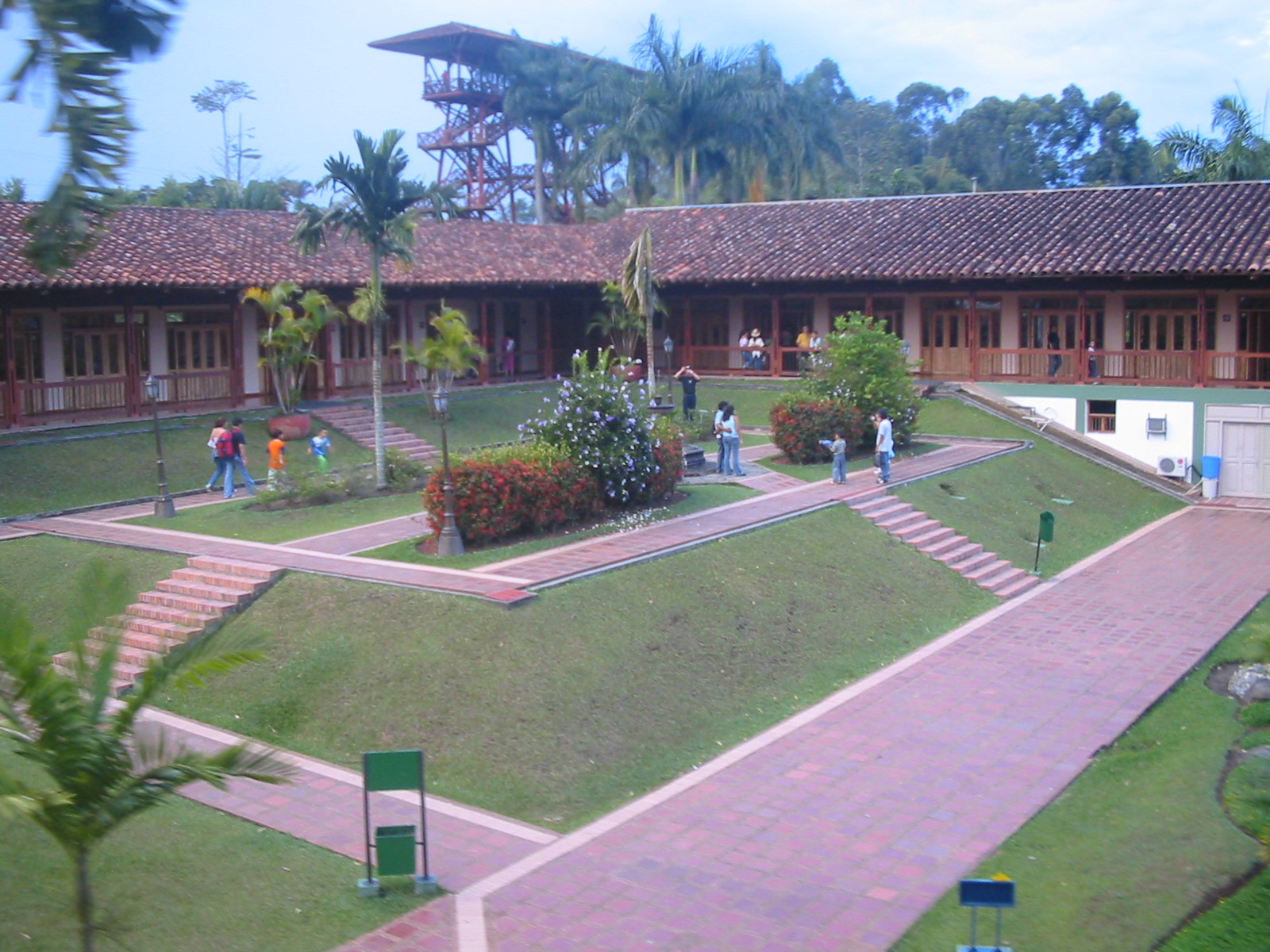
コーヒープロセス博物館
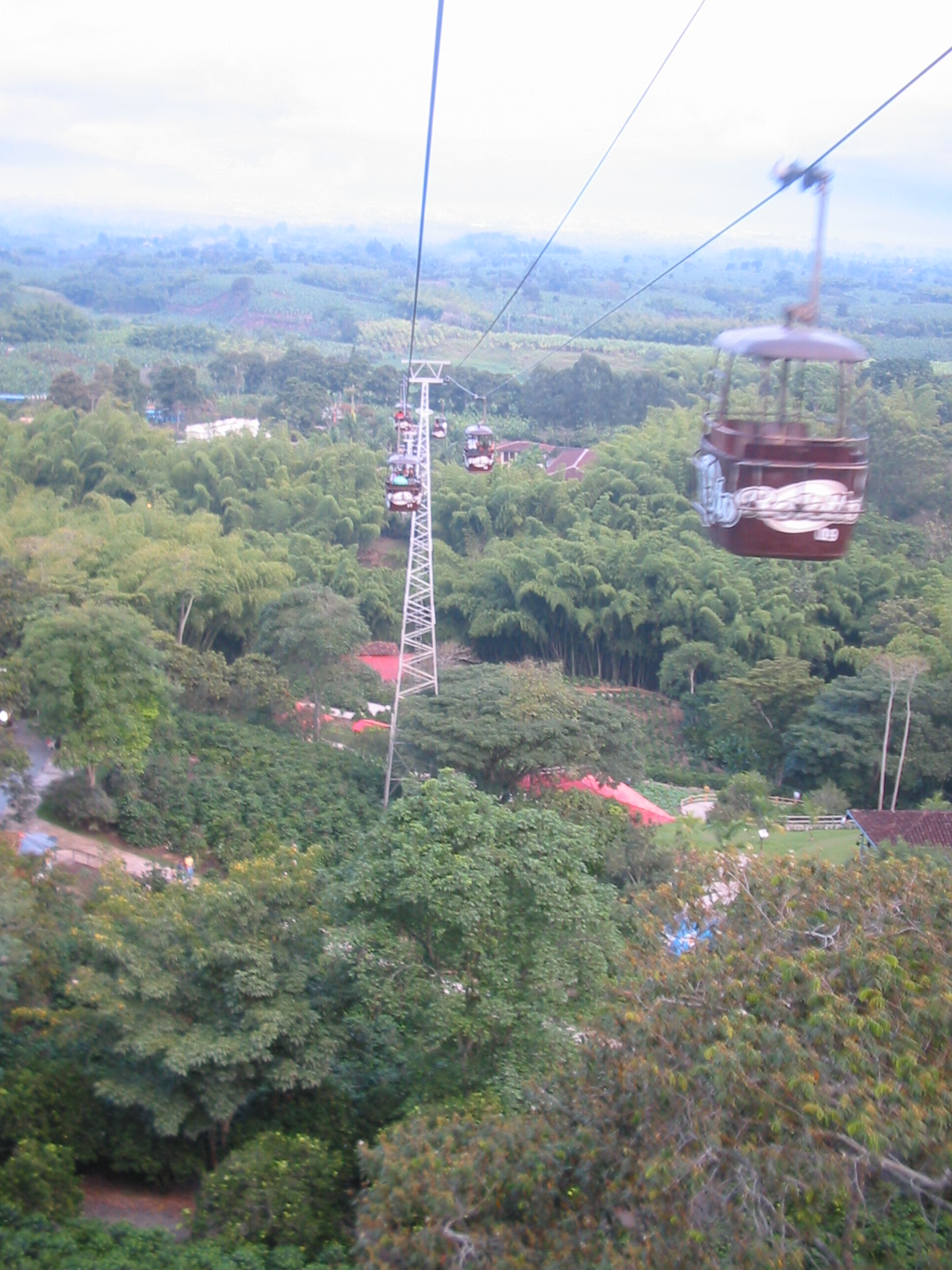
索道からの眺望
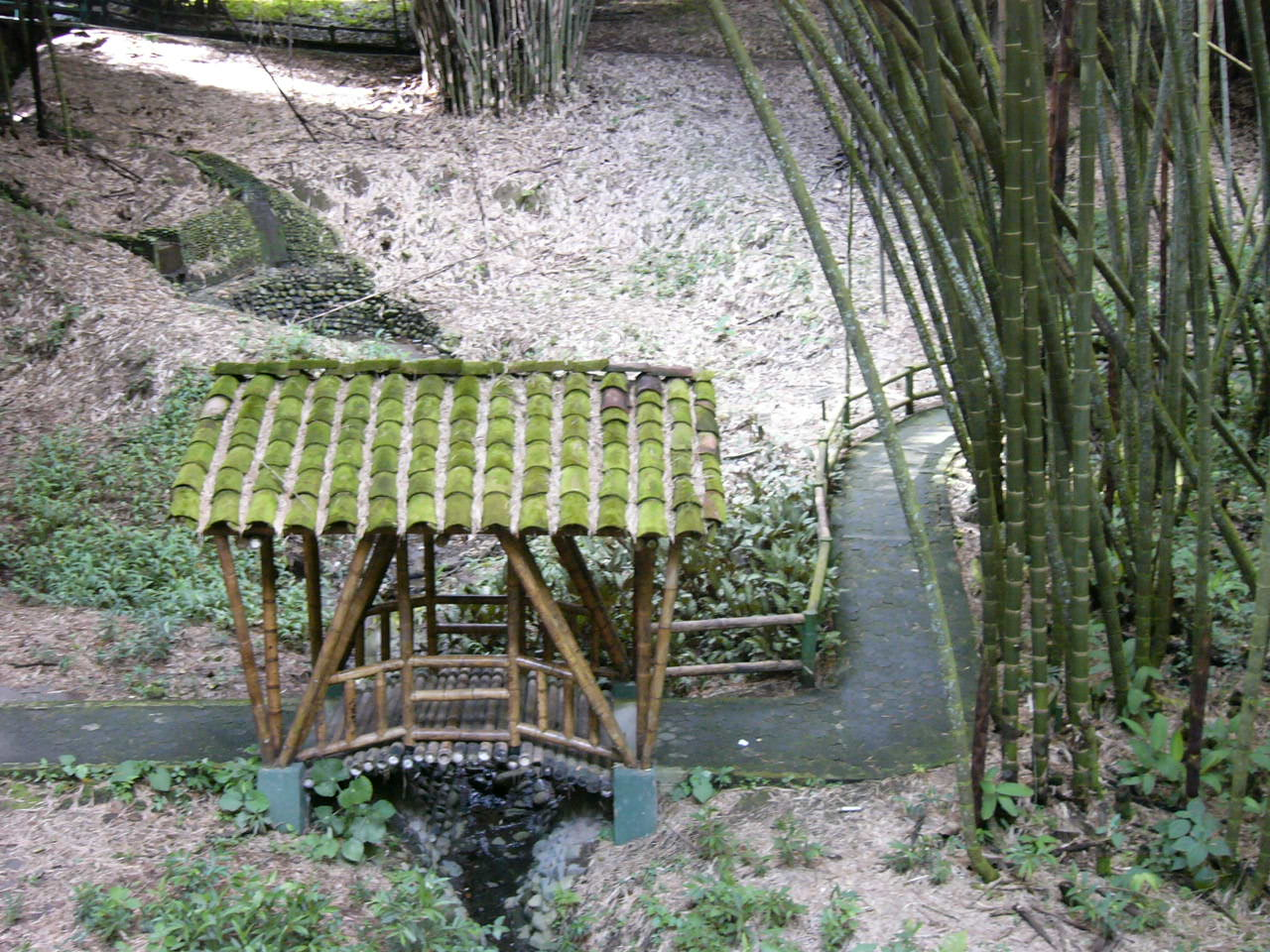
竹林
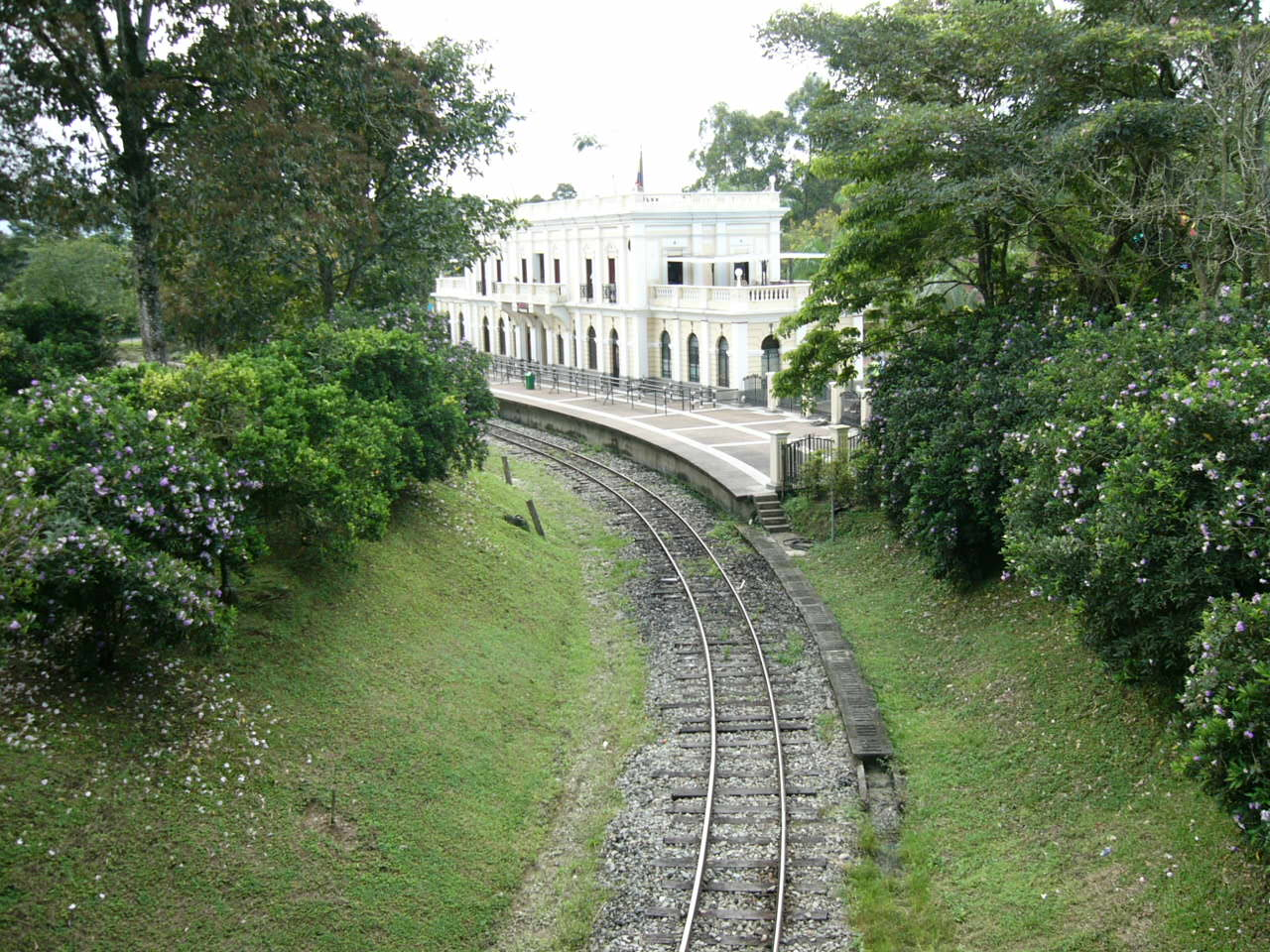
アンティオキア鉄道（英語版）の駅
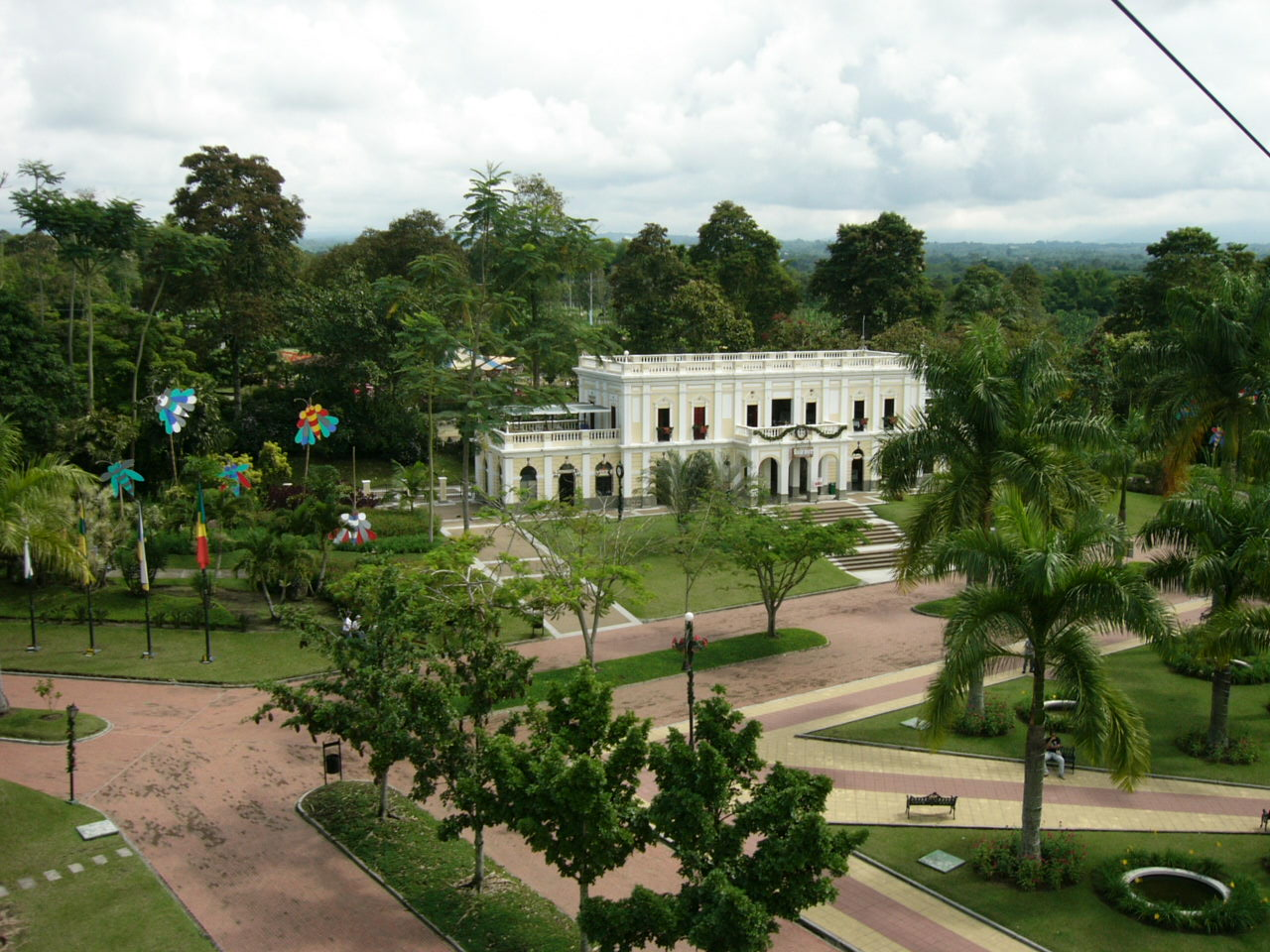
鉄道駅
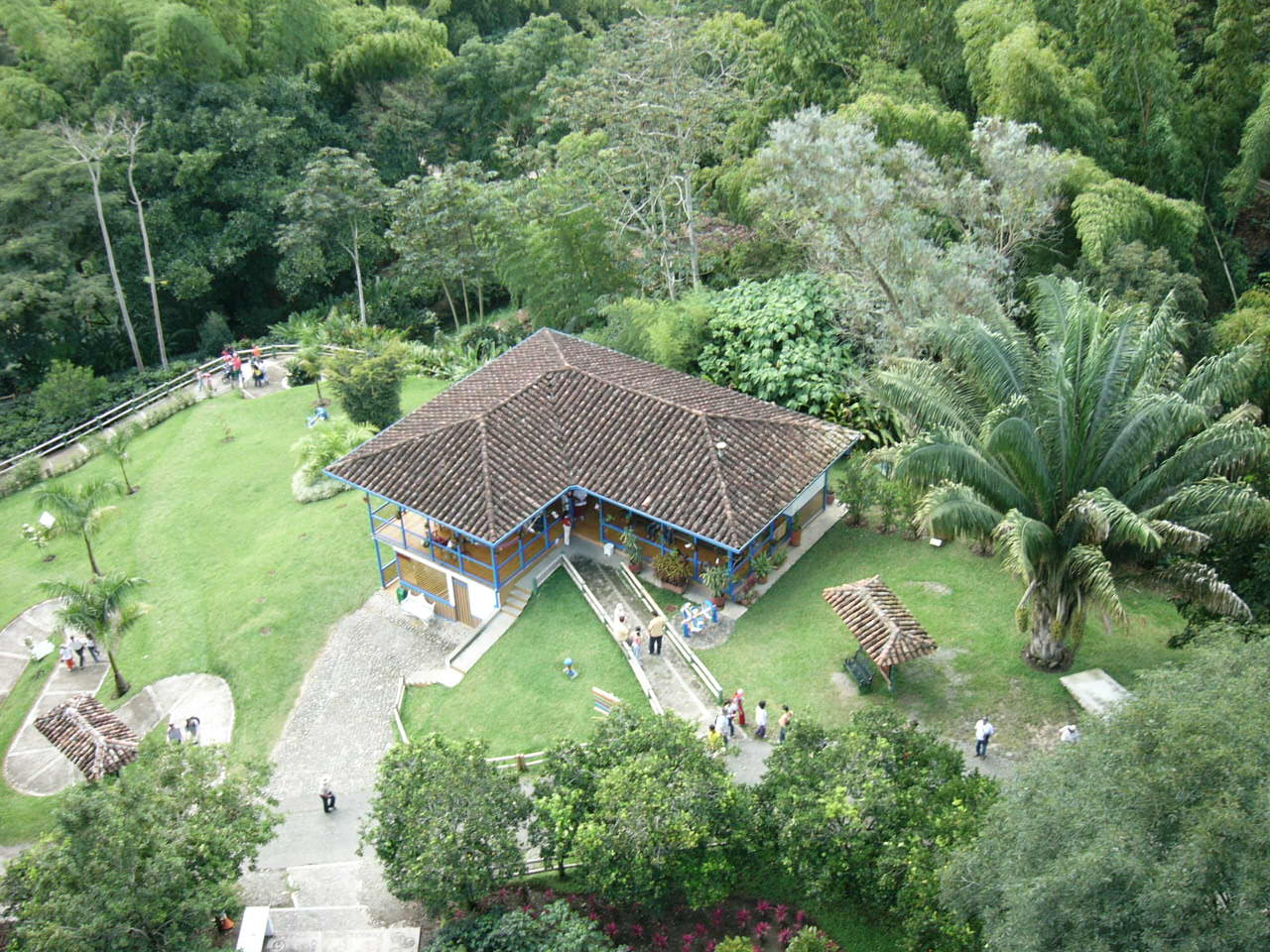
空撮写真
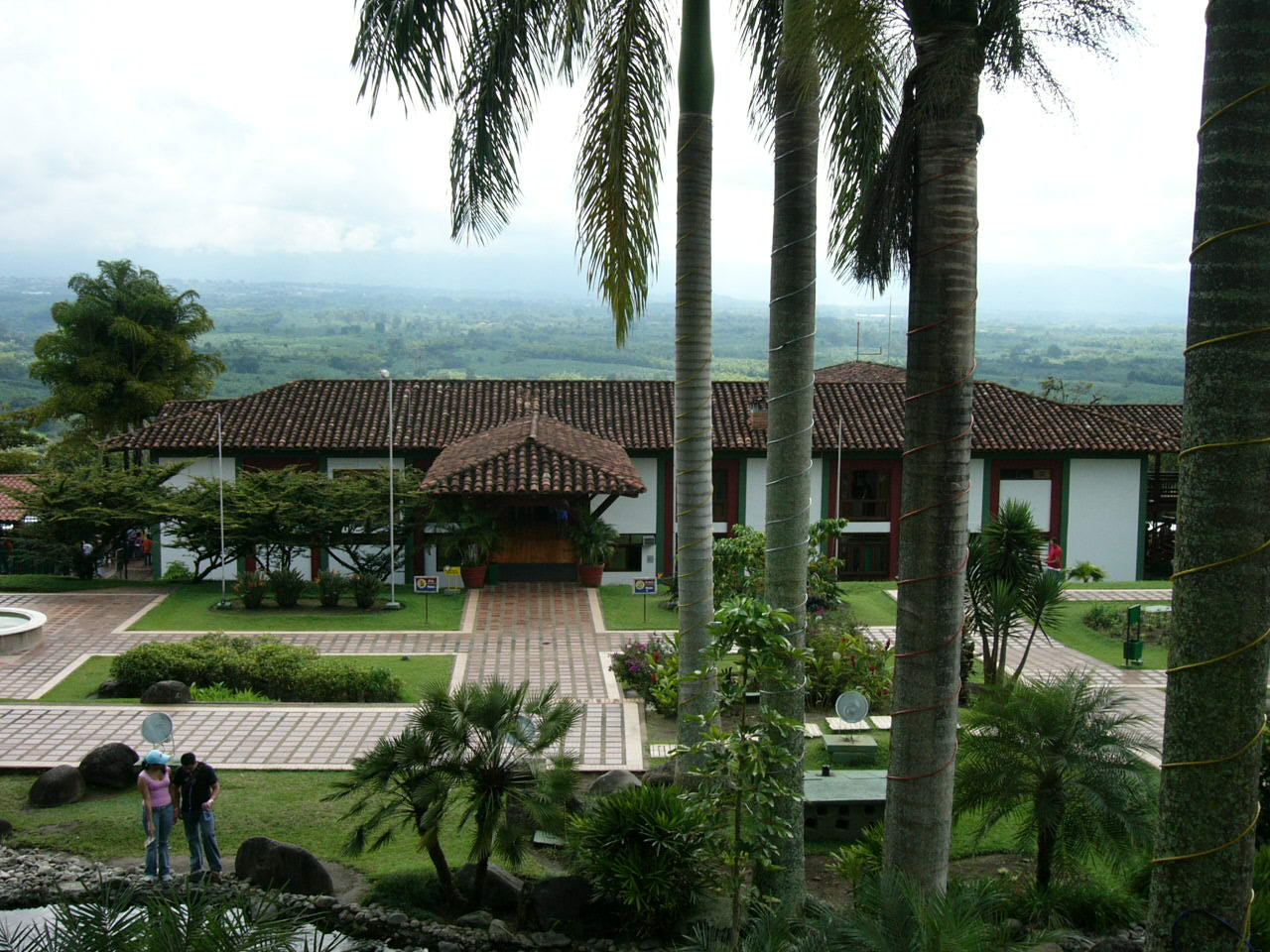
景観
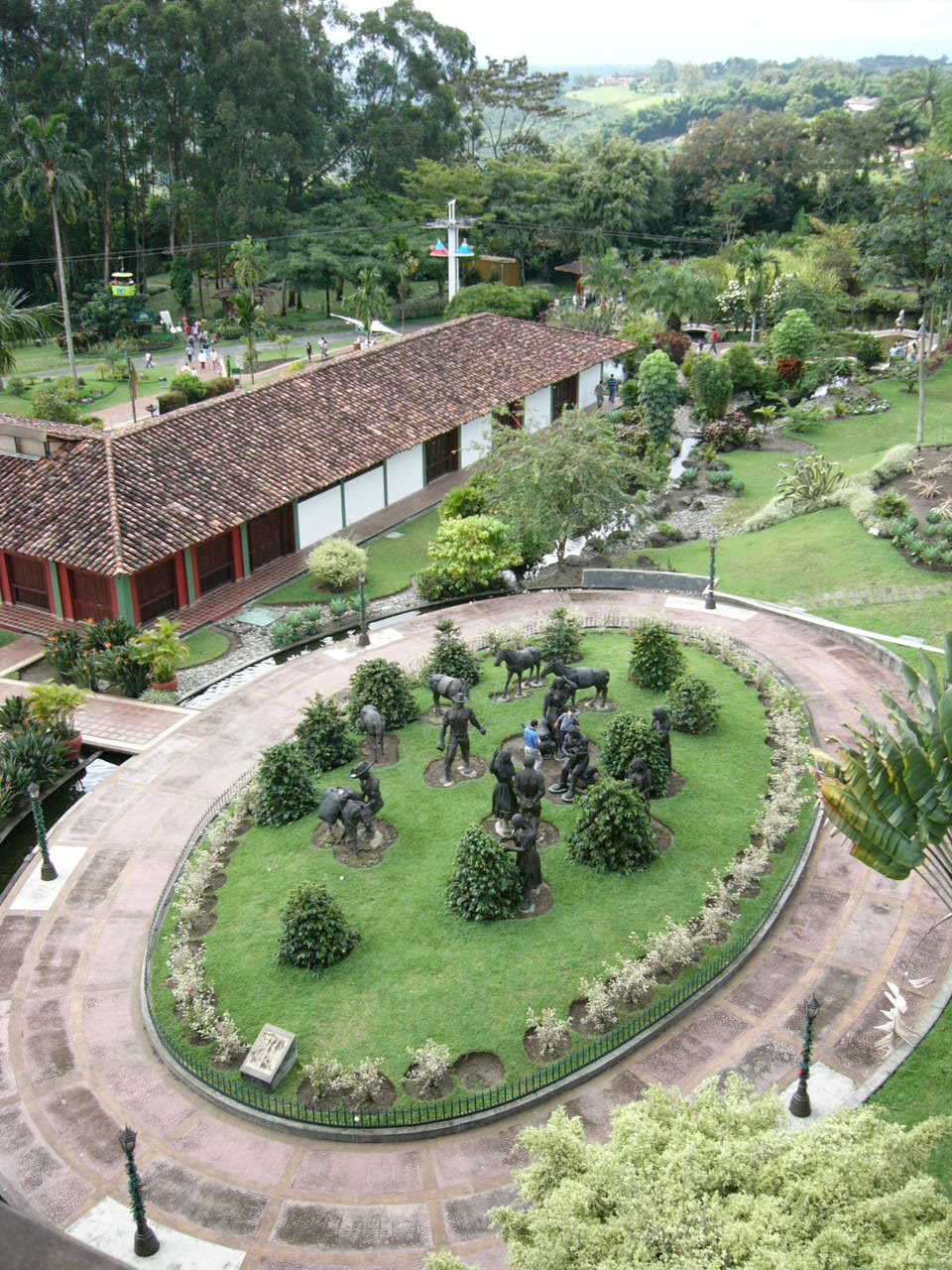
像

## 脚註
1. ↑  『世界の巨樹と絶景の森』学研パブリッシング、2015年8月4日、120頁。ISBN 978-4-05-406301-3。
2. 1 2  日本ユネスコ協会連盟『世界遺産年報2012』東京書籍、p.18
3. 1 2  世界遺産検定事務局『すべてが分かる世界遺産大事典・下』マイナビ出版、2016年、p.373
4. ↑  『なるほど知図帳・世界2016』昭文社
5. ↑  古田陽久 古田真美『世界遺産事典 2014改訂版』シンクタンクせとうち総合研究機構、p.174
6. ↑  市原富士夫「世界遺産一覧表に新規記載された文化遺産の紹介」『月刊文化財』2012年1月号、pp.15-21